# Torre dei Margani
La Torre dei Margani (o Torre Margana) è una torre di Roma di origine medievale.

## Storia
Risalente al secolo XIV, era parte degli immobili di proprietà della famiglia Margani presenti nella zona: è adiacente alla piazza omonima.
In seguito venne inglobata in un palazzo del Cinquecento.
Non è da confondere con un'altra torre omonima abbattuta durante gli anni di Carlo V e addossata all'arco di Settimio Severo.

## Nell'arte
- È ritratta in acquerelli di Ettore Roesler Franz.